# Estación de Arija
Arija es una estación ferroviaria situada en el municipio español de Arija, en el Barrio de Abajo de la localidad, en la provincia de Burgos, comunidad autónoma de Castilla y León. Forma parte de la red de ancho métrico de Adif, operada por Renfe Operadora a través de su división comercial Renfe Cercanías AM. Cuenta con servicios regionales de la línea R-4f, que une Léon con Bilbao. En 2021 la estación registró la entrada de 1 207 usuarios, correspondientes a los servicios regionales de Media Distancia.

## Situación ferroviaria
La estación se encuentra situada en el punto kilométrico 196,0 de la línea férrea de ancho métrico de La Robla y León a Bilbao (conocido como Ferrocarril de La Robla), entre las estaciones de Llano y Cabañas de Virtus, a 841,54 metros de altitud. El kilometraje es el histórico, tomando la estación de La Robla como punto de partida. El tramo es de vía única y no está electrificado. Según Adif, la denominación oficial de la línea a la que pertenece la estación es la 08-790 (Asunción Universidad-Aranguren).

## Historia
Tras la ceremonia de inauguración de la línea el 11 de agosto de 1894, la estación fue abierta al tráfico el 14 de septiembre de 1894 con la puesta en marcha del tramo Cistierna-Sotoscueva no quedando La Robla y Bilbao finalmente unidas sin transbordo en Valmaseda hasta el 15 de diciembre de 1902. Forma parte de las estaciones originales de la línea.
Las obras y la explotación inicial de la concesión corrieron a cargo de la Sociedad del Ferrocarril Hullero de La Robla a Valmaseda, S.A. (que a partir de 1905 pasó a denominarse Ferrocarriles de La Robla, S.A.). Cristalería Española se asentó en el Barrio de Abajo (o Barrio de La Vilga) en 1906, con el consiguiente trasiego de áridos por la estación, explotados en las canteras de la zona. El 1 de enero de 1914 la estación se adhirió al servicio internacional de paquetes postales, estando habilitada para recibir o expedir directamente paquetes postales en las relaciones con todos los países adscritos al mencionado servicio. El servicio no se prestaba a domicilio.
El 26 de agosto de 1946 se abrió la variante sur de Arija de casi 11 km, del Pk. 185,028 al Pk. 196,043, inaugurando el nuevo tendido a mayor cota y alargando el recorrido por el sur, pues parte del antiguo trazado quedaría bajo las aguas del Embalse del Ebro. El 12 de abril de 1949 se construyó el segundo trozo de la variante del Pk 196,510 al Pk. 203,441. A resultas de la construcción del embalse el antiguo trazado ferroviario sensiblemente rectilíneo del Pk. 197 al  Pk. 204 entre las estaciones de Arija y Cabañas de Virtus fue eliminado.
Cristalería Española cerró su fábrica de Arija en 1953 debido a la construcción del cercano Embalse del Ebro, que supuso perder acceso a la materia prima de gravas. Esto afectó negativamente al tráfico de mercancías de la estación. 
El 6 de marzo de 1972, FEVE adquirió Ferrocarriles de La Robla debido a la decadencia que padecía la línea, provocada por la falta de rentabilidad que sufrió la industria del carbón.  Sin embargo, bajo el mandato de la empresa pública la explotación empeoró y al cerrarse en 1991 en el tramo central entre Matallana y Bercedo-Montija la estación quedó sin servicio de viajeros, manteniendo únicamente el transporte de áridos hasta Bilbao. Esta medida no fue bien aceptada por los vecinos de las zonas afectadas que pidieron su reapertura. A partir de 1993, la línea comenzó a prestar servicio por tramos. 
Mediante acuerdo de FEVE con la Junta de Castilla y León permitió abrir el tramo Guardo a Bercedo-Montija para el año 2001; el tramo Arija-Guardo (cerrado en 1991) fue abierto de nuevo al tráfico en 1998 para el transporte de carbón. Finalmente, el 19 de mayo de 2003, merced a un acuerdo con la Junta de Castilla y León, se reanudó el tráfico de viajeros entre León y Bilbao.
El 1 de enero de 2013, se disolvió la empresa Feve en un intento del gobierno por unificar vía ancha y estrecha, encomendándose la titularidad de las instalaciones ferroviarias a Adif y la explotación de los servicios ferroviarios a Renfe Operadora, distinguiéndose la división comercial de Renfe Cercanías AM para los servicios de pasajeros y de Renfe Mercancías para los servicios de mercancías.

## La estación
Se encuentra en el Barrio de Abajo de Arija, que surgió alrededor de la estación e industria asentada en la zona. El edificio de viajeros es una estructura de base cuadrangular, de dos alturas, con tres vanos por costado y planta, más ancha de lo habitual. Presenta disposición lateral a la vía y dispone de una marquesina en todo el frontal a las vías. Frente al andén lateral sobre el que se asienta circula la vía principal seguido de la derivada. El andén recrecido se dispuso por el costado de León para evitar dejar el edificio tapado por aquél. Casi enfrente del edificio, la vía derivada se ramifica en una tercera vía derivada. De esta última por el costado de León parte una cuarta vía finalizada en toperas y que queda conectada en sentido Bilbao. Por el costado de Bilbao parte un ramal en haz de cuatro vías que finaliza en un cargadero privado de áridos, Sibelco Minerales.

## Servicios ferroviarios

### Regionales
Los trenes regionales que realizan el recorrido León - Bilbao (línea R-4f) tienen parada en la estación. Su frecuencia es de 1 tren diario por sentido. En las estaciones en cursiva, la parada es discrecional, es decir, el tren se detiene si hay viajeros a bordo que quieran bajar o viajeros en la parada que manifiesten de forma inequívoca que quieren subir. Este sistema permite agilizar los tiempos de trayecto reduciendo paradas innecesarias.
Las conexiones ferroviarias entre Arija y el resto de estaciones de la línea, para los trayectos regionales, se efectúan exclusivamente con composiciones de la serie 2700
| Línea | Origen/Destino   | Paradas intermedias | Destino/Origen |
| ----- | ---------------- | --- | -------------- |
|       | Bilbao Concordia | Amézola · Basurto Hospital · Zorroza-Zorrozgoiti · Iráuregui · Zaramillo · Sodupe · Aranguren · Aranguren-Apeadero · Zalla · Valmaseda · Arla-Berrón · Ungo-Nava · Mercadillo-Villasana · Cadagua · Bercedo-Montija · Quintana · Espinosa de los Monteros · Redondo · Sotoscueva · Pedrosa · Dosante Cidad · Robredo Ahedo · Soncillo · Cabañas de Virtus · Arija · Llano · Las Rozas de Valdearroyo · Montes Claros · Los Carabeos · Mataporquera · Cillamayor · Salinas de Pisuerga · Vado-Cervera · Castrejón de la Peña · Villaverde-Tarilonte · Santibáñez de la Peña · Guardo-Apeadero · Guardo · La Espina · Valcuende · Puente Almuhey · Cerezal de la Guzpeña · Prado de la Guzpeña · La Llama de la Guzpeña · Valle de las Casas · Sorriba · Cistierna · La Ercina · Boñar · La Vecilla · Matallana · San Feliz · Asunción/Universidad · Ventas/San Mamés | León-Matallana |